# Lamborghini Raptor

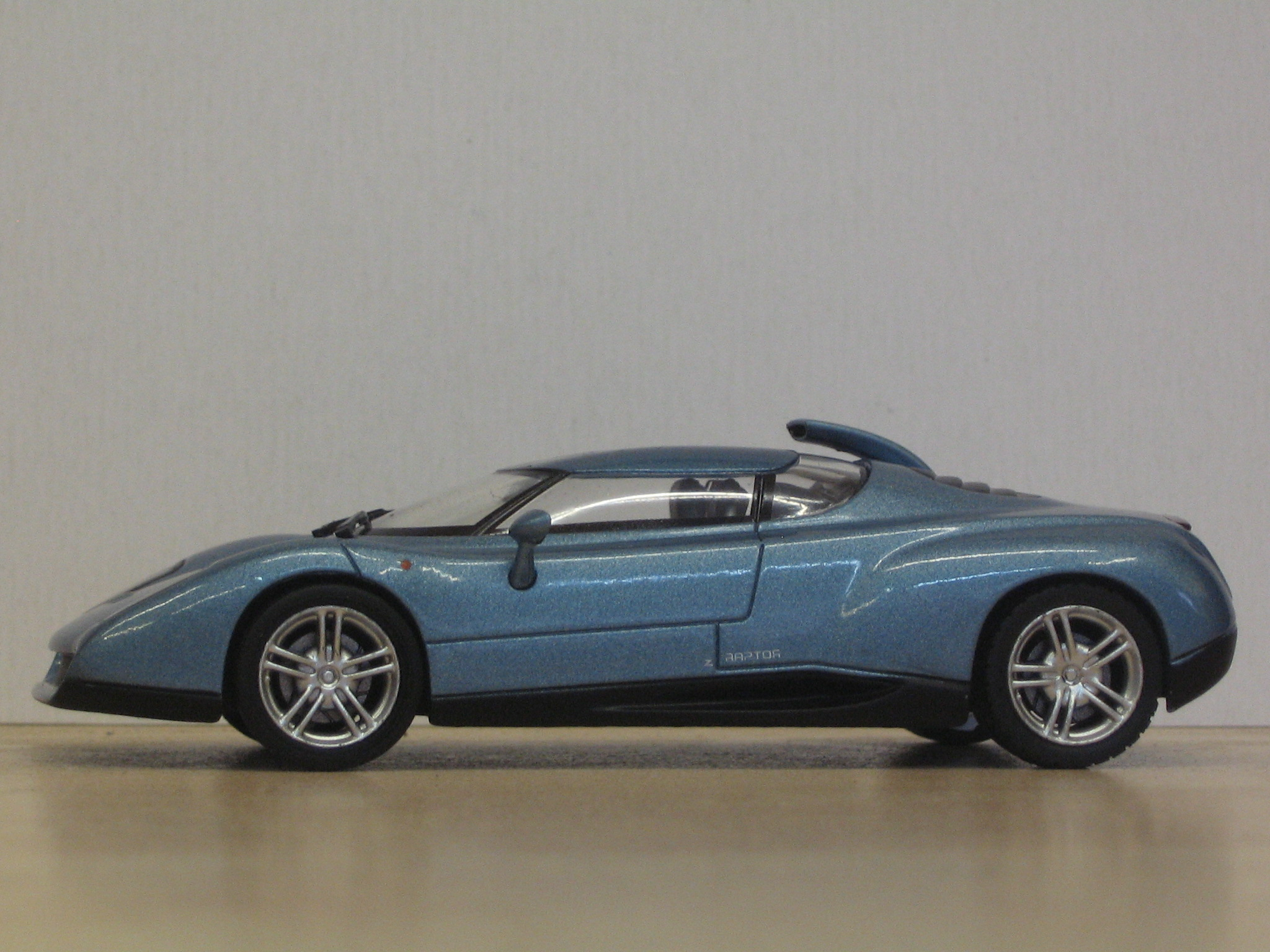
Lamborghini Raptor Zagato

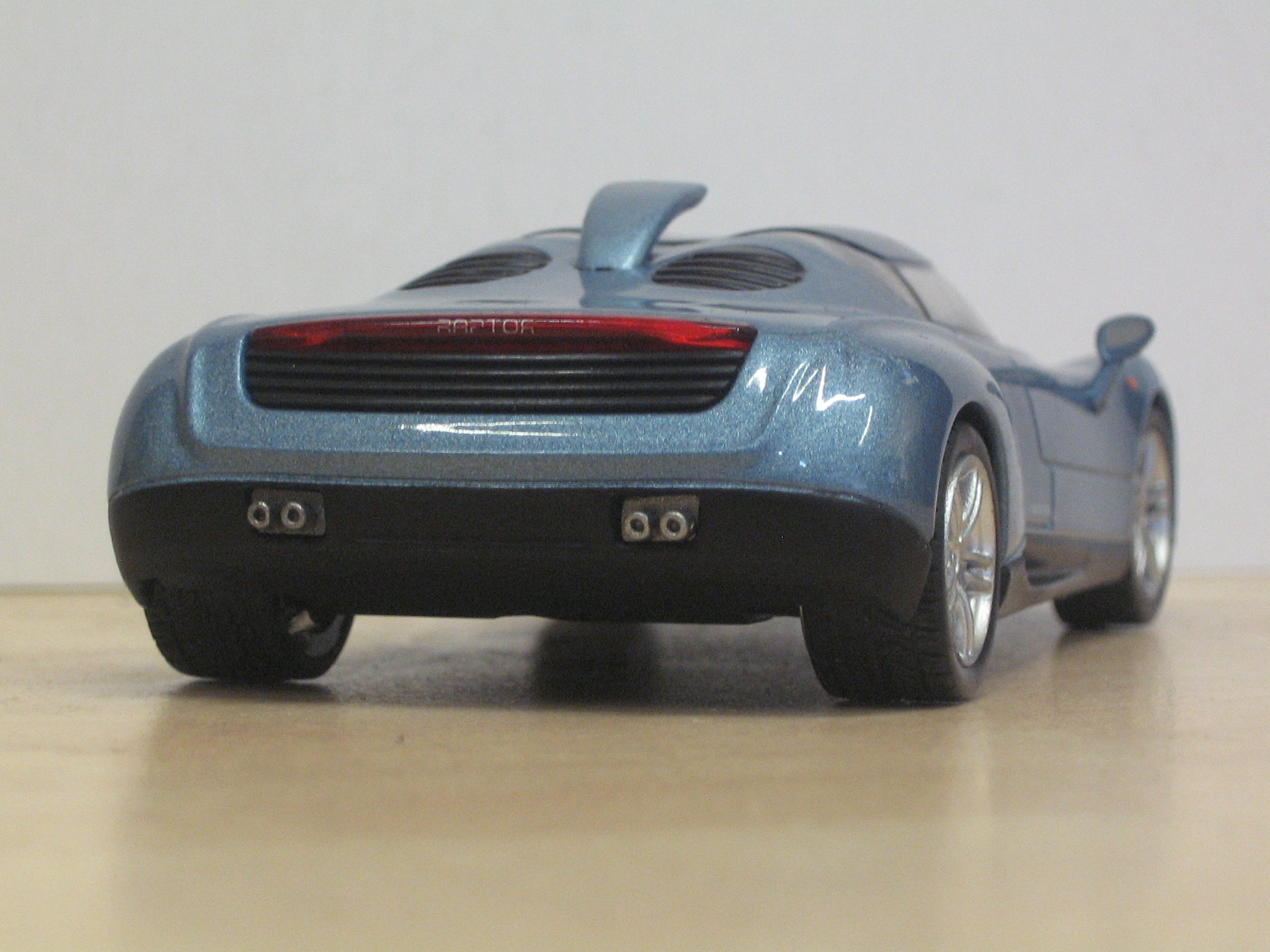
Lamborghini Raptor Zagato achterkant

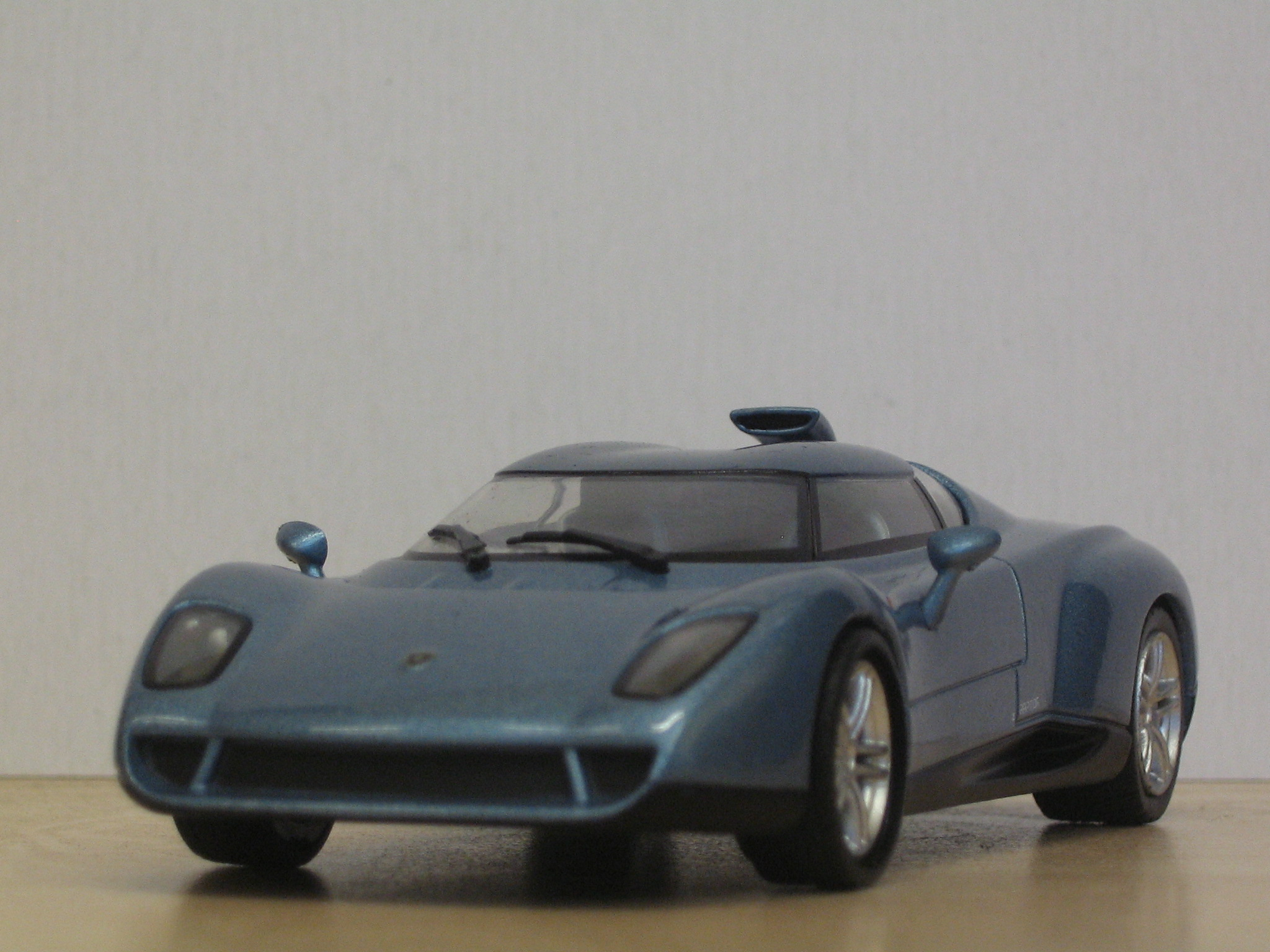
Lamborghini Raptor Zagato voorkant

De Zagato Raptor/Lamborghini Raptor is een conceptauto, gemaakt in 1996 door Zagato en Alain Wicki in opdracht van Lamborghini. De auto is nooit in productie genomen door Lamborghini.

## Ontworpen door Zagato
De naam Raptor betekent roofvogel. Deze conceptauto is in 1996 gemaakt door het Italiaanse Zagato, een ontwerpbureau en producent van autocarrosserieën gevestigd in Milaan. Zagato werkte samen met de Zwitser Alain Wicki, een voormalig autocoureur. Voor het ontwerp gebruikte Zagato CAD als ontwerpprogramma, wat in die dagen revolutionair was.

## Licht van gewicht
Het chassis van de Raptor was afkomstig van een 4WD Lamborghini Diablo. De carrosserie is van koolstofvezel gemaakt en weegt daarom 300 kg minder dan bij de Lamborghini Diablo. Om het gewicht laag te houden werden ook zaken als ABS en tractiecontrole overboord gegooid.

## Bijzondere instap
De instap van de Raptor is bijzonder te noemen. Het windscherm, een gedeelte van het dak en de deuren gaan in zijn geheel omhoog, zodat je kunt instappen. Het dak was voorzien van Zagato’s kenmerkende "double-bubble": een rondvormig dak dat losgekoppeld kon worden om er een roadster van te maken.

## Technische gegevens
- Motor: 492 hp V12 4WD
- Afmetingen (lxhxb): 438x109,5x202 cm
- Gewicht: 1350 kg
- Topsnelheid: 330 km/h

## Niet in productie
De Raptor is nooit in productie genomen. In 2000 is deze conceptauto geveild en in bezit gekomen van een particuliere verzamelaar.